# Porsche 997
O 997 é a geração do Porsche 911 produzida de 2004 a 2011.

## História

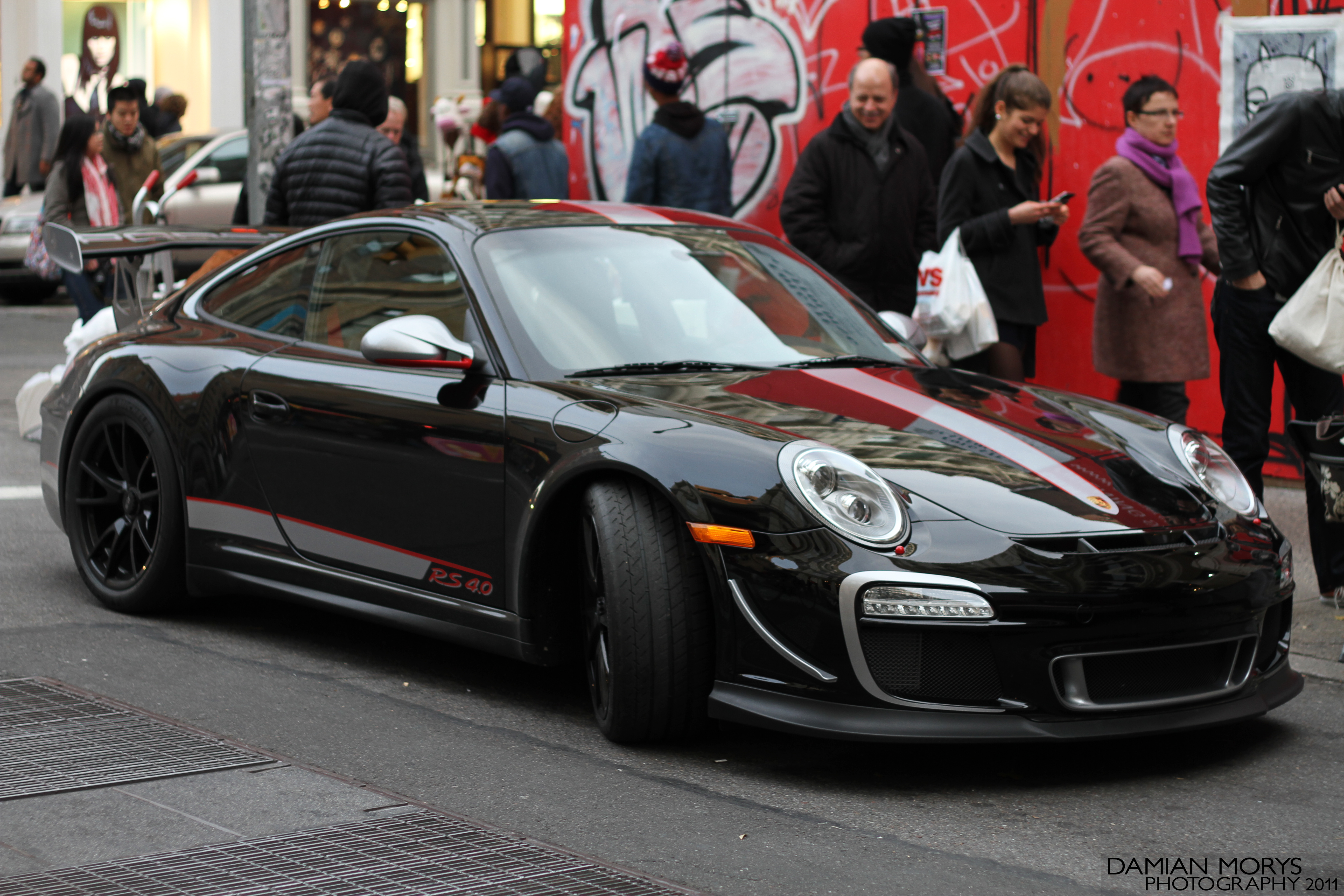
Porsche 997 GT3 RS 4.0 (2011)

Em 2004, o 911 foi revisto de forma profunda e o 996 foi substituído pelo 997, sendo apresentado em Julho desse mesmo ano. O 997 mantem um perfil semelhante ao 996, diminuíndo o coeficiente de arrasto para 0.28, mas extraem dos 993 alguns detalhes estéticos. Além disso, no novo visual dianteiro, destacam-se os faróis em forma de "olho de insecto" inspirados em modelos de gerações anteriores. O seu interior também foi revisto, apresentando ligações fortes aos 911 anteriores, mas ao mesmo tempo tem um aspecto fresco e moderno.
O 997 partilha com o 996  menos de 30% de suas peças, mas tecnicamente é ainda muito parecido com este modelo. A aceleração dos 0 aos 100 km/h do Carrera S foi registada em cerca de 4.2 segundos, em uma comparação recente, mas outras fontes contradizem estes valores. As versões GT2 e Turbo S do tipo 997, não têm ainda uma data liberada para sua introdução. O Targa (4 e 4S) será liberado em Novembro de 2006. O 997 será revisto em 2008, nomeadamente para a introdução de novos motores de injecção directa, maiores entradas de ar no pára-choque dianteiro, novos faróis dianteiros e traseiros e a introdução de caixa de velocidades com dupla embraigem.

## 997 Turbo

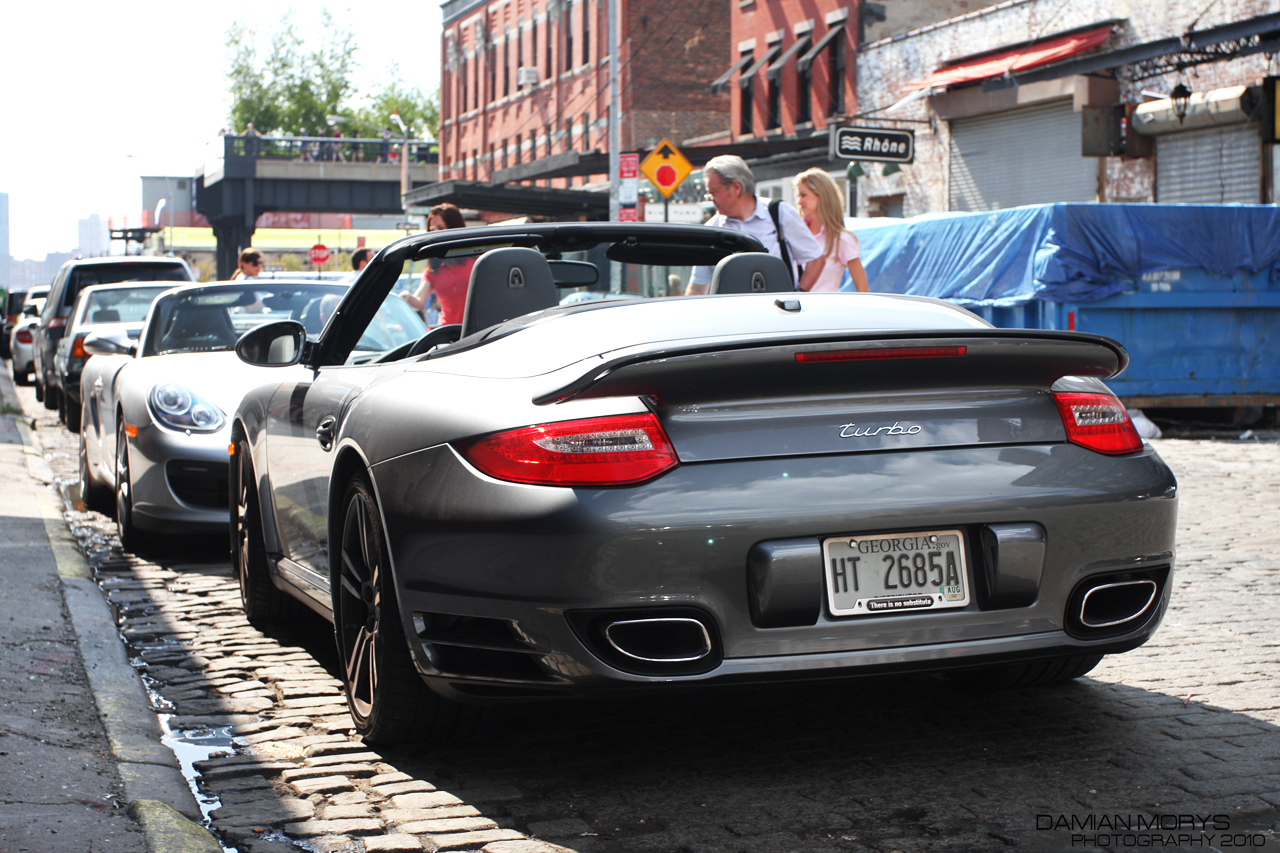
Porsche 997 turbo Cabriolet (2009).

A versão turbo da série 997 é equipada com o mesmo motor 3.6 L biturbo usado no 996 Turbo, só que agora ele desenvolve 480 PS (353 kW) e 620 N•m (457 lbf•ft) de torque. Isto se deve em parte à nova turbina de geometria variável (a primeira num veículo com motor de combustão interna), que, essencialmente combina o impulso e as respostas rápidas de uma turbina pequena com a grande potência de uma turbina maior.
Além de desenvolver maior potência e ter mais flexibilidade, o novo turbo melhorou o consumo de combustível em relação ao 996 Turbo. Graças a essa novidade mecânica, o 997 Turbo vai de 0 a 100 km/h em 3,7 s (ou 3,4, com câmbio Tiptronic) e chega à máxima de 310 km/h. O pacote opcional Sports Chrono eleva o torque a 680 Nm (505 lbf.ft) para curtos períodos (até 10s).
O 997 Turbo apresenta um novo sistema de tração integral, similar ao do Porsche Cayenne. O sistema, chamado de PTM (Porsche Traction Management) é baseado na embreagem, que varia o torque enviado ao eixo dianteiro e o distribui entre os dois eixos. Isso, de acordo com a Porsche, auxilia na tração e na condução, pois a redistribuição do torque controla o sobresterço ou o subesterço, o que resulta numa condução mais segura em qualquer condição climática.
Em relação ao estilo, assim como o antecessor, o 997 Turbo apresenta um estilo único, distinto dos Carrera. As luzes de seta, por exemplo, são alojadas numa barra horizontal montada nas tomadas de ar do pára-choque dianteiro. A tradicional asa traseira é uma evolução do modelo biplano do 996 Turbo.

## 997 GT3

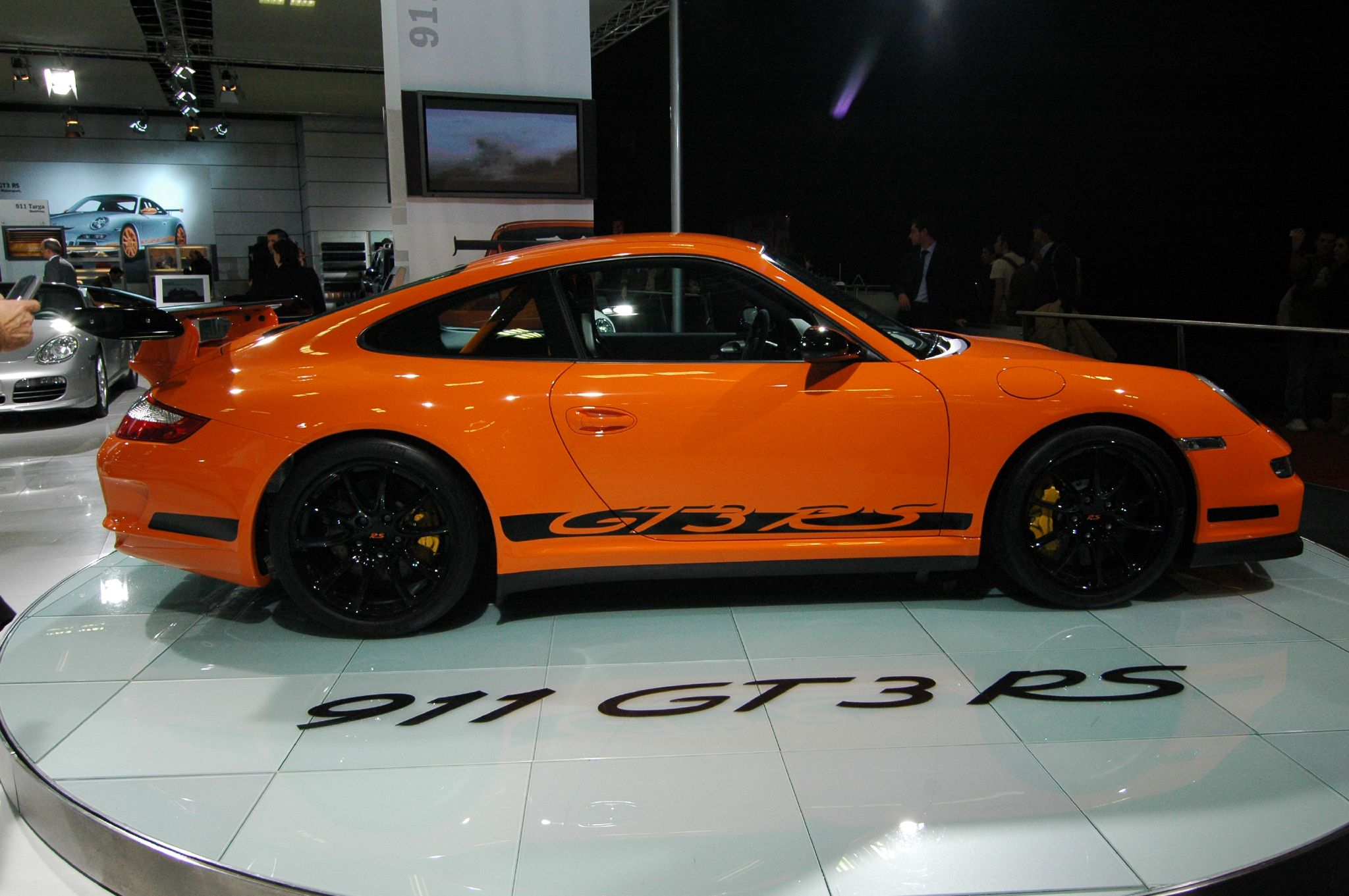
Porsche 997 GT3 RS (2006).

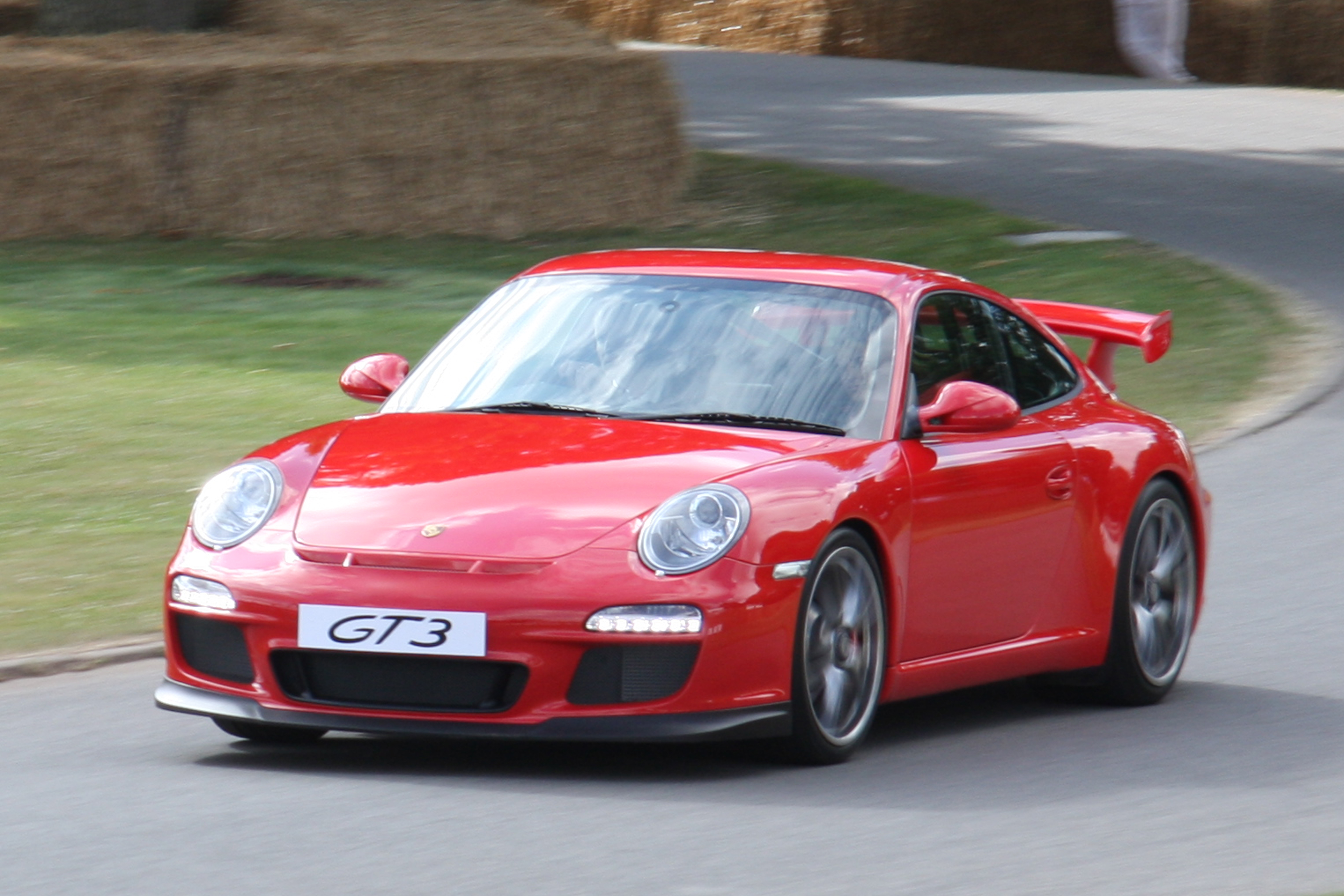
Porsche 997 GT3 (2009).

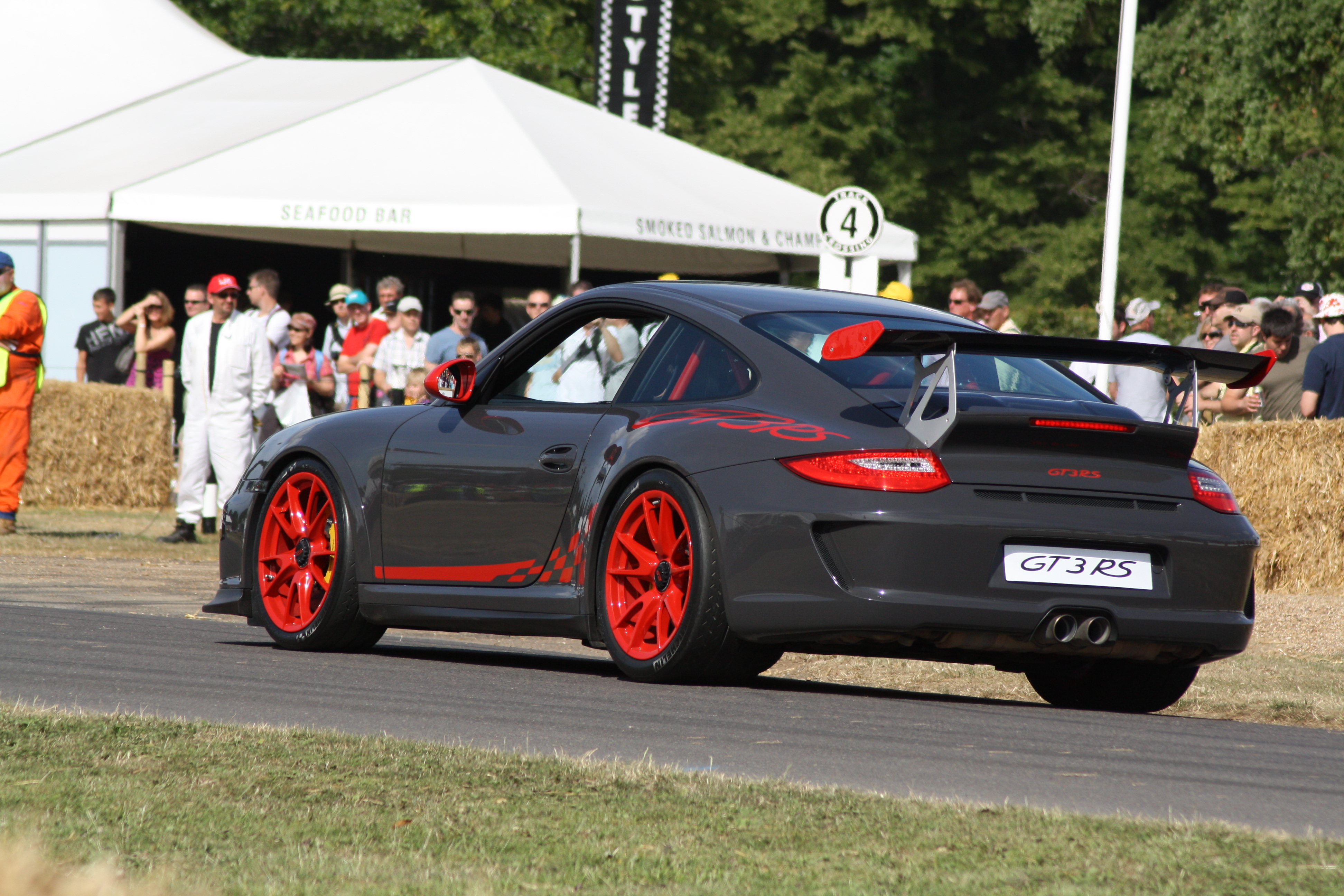
Porsche 997 GT3 RS (2009)

O  997 GT3, anunciado em 24 de Fevereiro de 2006, acelera de 0–100 km/h em 4,3 s e tem máxima de 310 km/h, idêntico ao Turbo. Foi lançado no verão (hemisfério norte) de 2006. O Porsche 997 GT3 RS distingue-se por seu alto desempenho aliado à sensação única de dirigir um carro de corrida. Apesar de estar pronto para o uso em pistas, o carro apresenta todos os requisitos para ser considerado um esportivo de rua legalizado. A simples presença do "RS" é capaz de acelerar o pulso dos fãs da marca. Modelos lendários, tais como o Carrera RS 2.7 1972 e o Type 964 911 RS 1991 fizeram fama pelo alto nível de dirigibilidade. A tradição é renovada pelo novo 911 GT3 RS — tal como os antecessores, é possível homologá-lo para várias categorias.
A potência do motor aspirado de 3,6-litros é de 415 cv @ 8400rpm. A potência específica é de 115 cv/l. Esses números são os mesmos do recém-lançado 911 GT3, mas o RS conta com um trem de força exclusivo, que lhe permite uma performance ainda melhor. O câmbio curto de seis marchas leva o carro, que é 20 kg mais leve, a acelerar de zero a 100 km/h em 4,3s, com máxima de 310 km/h.
Uma das características mais marcantes no novo RS é a carroceria, 44mm mais larga na parte traseira — herança dos Carrera 4 — e também em seu interior que lembra um autêntico carro de corrida, graças as barras de proteção anti-inpacto, que protegem os ocupantes do carro caso ocorra um inpacto. A aparência muscular não é só bonita: ela ajuda a manter estabilidade direcional e também melhora a aderência do cupê. A carroceria exclusiva do RS pesa só 1375 kg, graças ao uso extenso de materiais leves: a asa traseira ajustável é de fibra de carbono, enquanto o capô e a janela traseira são de plástico. Isso permite uma relação peso/potência de 3,316 kg/cv.

## 997 GT2

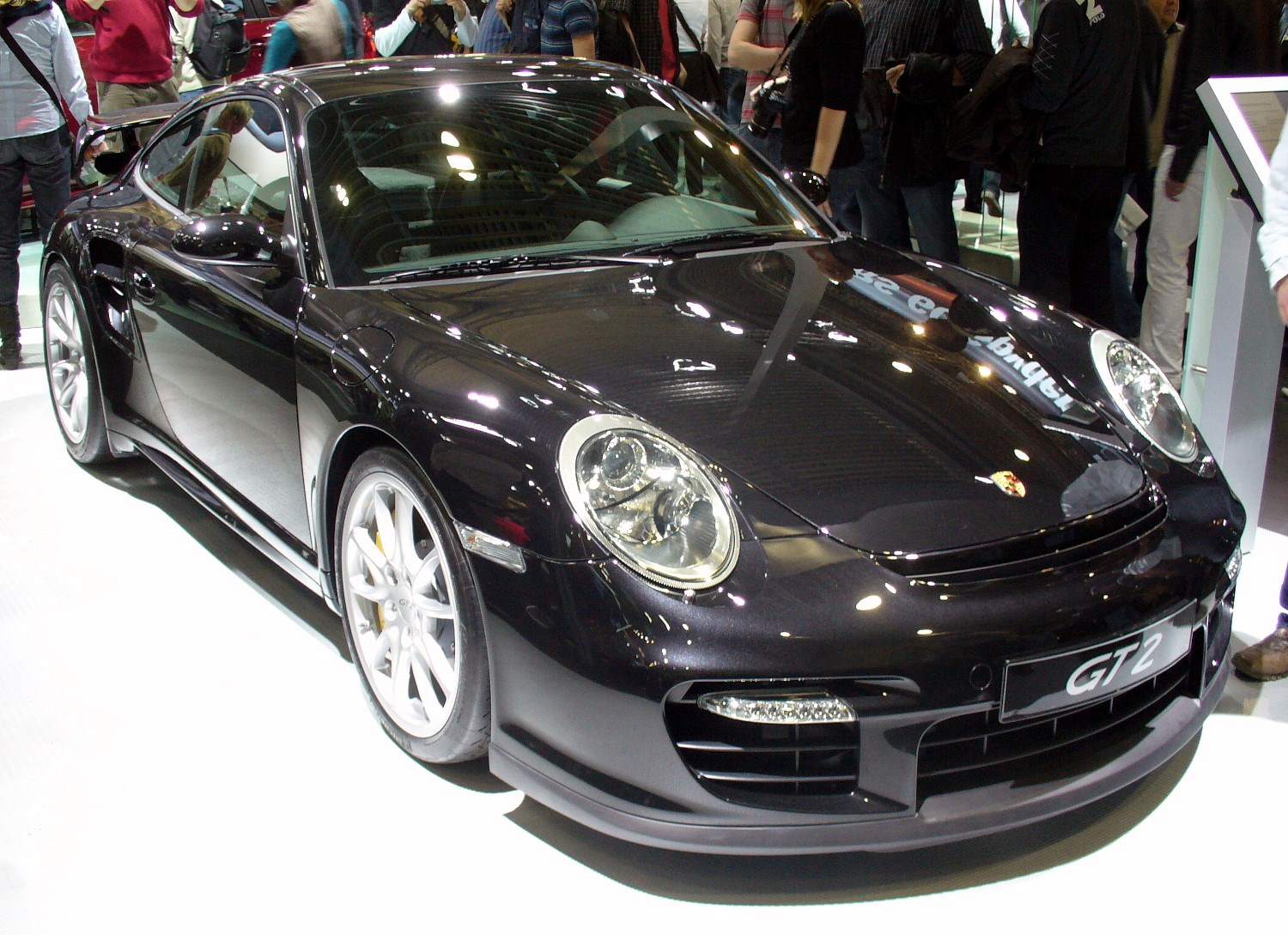
Porsche 997 GT2.

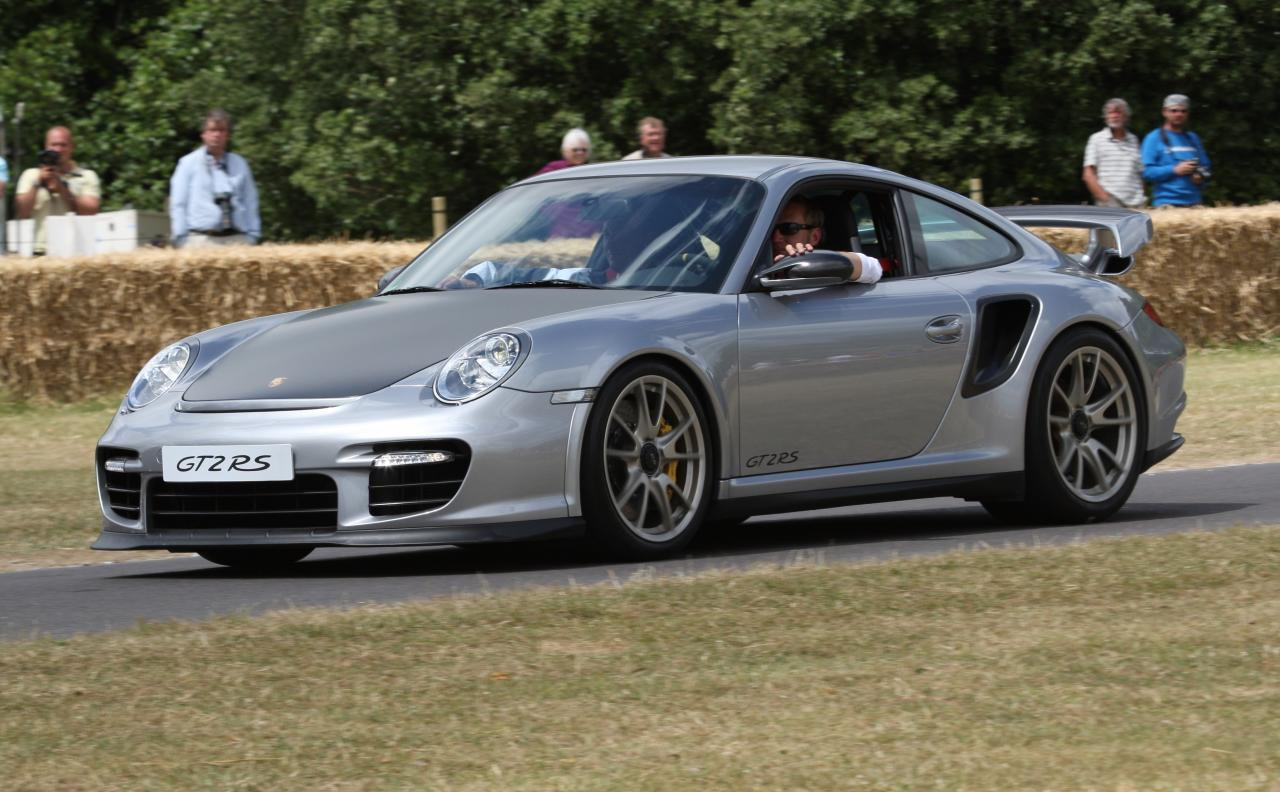
Porsche 997 GT2 RS.

Quem não conhece a sigla mágica pode não dar ao caso a importância devida, mas, em miúdos, se trata do Porsche 911 mais veloz e rápido já fabricado em série e homologado para uso em rodovias, ou seja, é uma máquina extraordinária do começo ao fim. Para começar do começo, o carro tem 530 cv…
Isso faz com que ele chegue aos 100 km/h em tempo digno de motos superesportivas como a Hayabusa: 3,7 s. A máxima bate nos 329 km/h. Os números são surpreendentes, especialmente considerando que o GT2 já tinha 462 cv, chegava aos 100 km/h em 4 s e batia 315 km/h no velocímetro. Em se tratando de Porsche, até o que já parece o limite pode ir um bocado além!
Em tempos ecologicamente corretos, o GT2 se orgulha de um consumo de apenas 8 km/l, o que é realmente ótimo para um carro com o desempenho que ele apresenta. Segundo a marca, esse era um número considerado impossível para carros tão poderosos há não muitos anos.
O motor do GT2 é baseado no que o Turbo utiliza, um 3,6-litros boxer, como é tradição da marca, a gasolina, com dois turbocompressores de geometria variável, uma tecnologia desenvolvida pela Porsche para carros movidos por este derivado do petróleo. O comum é haver turbos de geometria variável apenas para motores a diesel.
Outro dado extraordinário do GT2 é a manutenção do peso em relação a seu antecessor, com 1.440 kg. Também, com silenciadores e canos de escape feitos de titânio e freios de cerâmica, nota-se que a preocupação da marca, com este modelo, não foi a de fazer barato, mas de fazer bonito!
Para calçar o GT2, as rodas de 19" na dianteira e na traseira recebem, respectivamente, pneus 235/35 ZR 19 e 325/30 ZR 19. O preço base do carro, na Alemanha, sera de 159,1 mil euros, ou quase R$ 410 mil. Isso na Europa! Incluindo os impostos de lá, ele sobe para 189.496 euros, ou míseros R$ 490 mil. No Brasil, será um carro para mais de R$ 1 milhão.